# 인지 (가족)
인지(認知)는 대한민국의 민법에서 생부(生父) 또는 생모(生母)가 자(子)를 자신의 친생자(親生子)로 인정하는 것을 말한다. 혼인 외의 출생자와 그 부의 부자 관계는 오로지 인지에 의해서만 생기는 반면, 모와의 친자 관계는 기아(棄兒)에 대한 경우 등 특수한 경우를 제외하고는 출생에 의해 당연히 생긴다. 스스로 인지하는 경우와 재판으로 인지하는 경우가 있으며, 재판으로 하는 경우는 친자검사가 유용하게 쓰인다.

## 종류

### 임의인지
임의인지(任意認知)는 부나 모가 자신의 의사로 하는 인지를 말하며 부 또는 모만이 할 수 있다. 또한 사망자나 태아에 대해서도 인지할 수 있으며, 유언으로도 인지할 수 있다. 인지가 법률적 효과를 얻기 위해서는 가족관계의 등록 등에 관한 법률에 따라 신고를 하여야 한다. 인지의 신고가 되었더라도, 인지의 의사가 없거나 생리적인 친생자 관계가 없을 때에는 인지는 당연히 무효이며, 사기 또는 강박에 의해 인지한 때에는 사기를 안 날 또는 강박을 면한 날로부터 6개월 이내에 인지의 취소를 청구할 수 있다. 뿐만 아니라 자나 그 밖의 이해관계인도 인지에 관해 이의가 있으면 그 신고가 있음을 안 날로부터 1년 이내에 이의 심판을 청구할 수 있다.

### 강제인지
강제인지(强制認知)는 부나 모의 의사와 관계없이 재판에 의해 강제로 하는 인지를 말한다. 부가 임의인지를 하지 않는 때에는 자는 부의 의사와는 관계없이 재판에 의해 인지를 강제할 수 있다. 혼인 외의 출생자와 그 직계비속 또는 그 법정대리인이 부 또는 모를 상대로 청구하면 되며,(제863조) 만약 부 또는 모가 사망했다면 그 사망을 안 날로부터 2년 이내에 검사를 상대로 인지를 청구할 수 있다. 인지를 신고하면 부 또는 모와 혼인 외의 출생자 사이에는 친자 관계가 발생하고, 그 효과는 출생한 때로 소급한다.(제860조 전단) 따라서 상속이 개시된 후에 인지를 받은 자는 상속인으로서 상속 재산의 분할을 청구할 수 있다.(제1014조) 다만 소급된 인지의 효과는 제3자의 권리를 해하지 못한다.(제860조 후단)

## 판례
- 피인지자에 대한 인지 이전에 상속재산을 분할한 공동상속인이 그 분할받은 상속재산으로부터 발생한 과실을 취득하는 것이 피인지자에 대한 관계에서 부당이득이 되지는 않는다[6]

- 인지 전에 공동상속인들에 의해 이미 분할되거나 처분된 상속재산은 이를 분할받은 공동상속인이나 공동상속인들의 처분행위에 의해 이를 양수한 자에게 그 소유권이 확정적으로 귀속되는 것이며, 그 후 그 상속재산으로부터 발생하는 과실은 상속개시 당시 존재하지 않았던 것이어서 이를 상속재산에 해당한다 할 수 없고, 상속재산의 소유권을 취득한 자(분할받은 공동상속인 또는 공동상속인들로부터 양수한 자)가 민법 제102조에 따라 그 과실을 수취할 권능도 보유한다고 할 것이며,  민법 제1014조도 ‘이미 분할 내지 처분된 상속재산’ 중 피인지자의 상속분에 상당한 가액의 지급청구권만을 규정하고 있을 뿐 ‘이미 분할 내지 처분된 상속재산으로부터 발생한 과실’에 대해서는 별도의 규정을 두지 않고 있으므로, 결국 민법 제1014조에 의한 상속분상당가액지급청구에 있어 상속재산으로부터 발생한 과실은 그 가액산정 대상에 포함된다고 할 수 없다[7].

- 형법 제344조, 제328조 제1항 소정의 친족간의 범행에 관한 규정이 적용되기 위한 친족관계는 원칙적으로 범행 당시에 존재하여야 하는 것이지만, 부(父)가 혼인외의 출생자를 인지하는 경우에 있어서는 민법 제860조에 의하여 그 자의 출생시에 소급하여 인지의 효력이 생기는 것이며, 이와 같은 인지의 소급효는 친족상도례에 관한 규정의 적용에도 미친다고 보아야 할 것이므로, 인지가 범행 후에 이루어진 경우라고 하더라도 그 소급효에 따라 형성되는 친족관계를 기초로 하여 친족상도례의 규정이 적용된다[8]

## 같이 보기
- 대한민국 민법 제860조 인지의 소급효